# Hangzhou-Bucht-Ringautobahn
Die Hangzhou-Bucht-Ringautobahn (chinesisch 杭州湾环线高速公路, Pinyin Hángzhōu wān huánxiàn gāosù gōnglù, englisch Hangzhou Bay Ring Expressway), chin. Abk. G92, ist eine ringförmige Autobahn um die Hangzhou-Bucht in der Provinz Zhejiang im Osten Chinas. Auf dem östlichen Teil dieses Rings liegt die über die Bucht führende Brücke Hangzhou Wan Daqiao, mit einer Länge von 36 km die zweitlängste Brücke der Welt. Zusätzlich zweigen zwei "Arme" der G92 vom eigentlichen Autobahnring ab, die im Nordosten zur regierungsunmittelbaren Stadt Shanghai sowie im Südosten zum Hafen von Ningbo führen. Insgesamt weisen alle Abschnitte eine Länge von 427 km auf.